# Nauki o bezpieczeństwie
Nauki o bezpieczeństwie – jedna z dyscyplin naukowych wchodzących w skład obszaru nauk społecznych i dziedziny nauk społecznych, utworzona uchwałą Centralnej Komisji do Spraw Stopni i Tytułów z dnia 28 stycznia 2011 r. zmieniającą uchwałę w sprawie określenia dziedzin nauki i dziedzin sztuki oraz dyscyplin naukowych i artystycznych (M.P. 2011 nr 14 poz. 149).
Przedmiotem badań nauk o bezpieczeństwie są współczesne systemy bezpieczeństwa w wymiarze militarnym i niemilitarnym oraz ich funkcjonowanie na różnych poziomach organizacyjnych. Systemy te obejmują działania instytucji o charakterze państwowym, rządowym i samorządowym, przedsiębiorców i organizacji społecznych. Badania w zakresie tej dyscypliny powinny służyć tworzeniu teoretycznych podstaw i rozwojowi systemów bezpieczeństwa międzynarodowego i narodowego oraz systemów operacyjnych funkcjonujących w obszarze bezpieczeństwa.